# Rattan Chadha
Rattan Chadha (Delhi, 6 augustus 1949) is een Nederlands ondernemer, topfunctionaris en kunstverzamelaar. Hij is de oprichter van het modebedrijf Mexx en tot 2007 was hij daarvan bestuursvoorzitter.

## Loopbaan
Chadha startte het mode-imperium in 1986 in het Nederlandse Voorschoten. In 2004 kreeg Chadha de hoogste modeonderscheiding van Nederland, de Grand Seigneur.
Chadha maakte van Mexx een internationaal topmerk met verkooppunten in meer dan 50 landen met vrouwen-, mannen- en kinderkleding. Met een productie van 40 miljoen stond Mexx tot circa 2009 bij de top dertig grootste merken van Europa. 
Het merk Mexx is in 2010 verliesgevend verkocht aan private equity en in 2014 failliet gegaan.
De in India geboren zakenman kwam in 1971 naar Nederland met slechts duizend gulden. Na dertig jaar verkocht hij in 2001 voor honderden miljoenen het grootste gedeelte van zijn aandelen aan het Amerikaanse modebedrijf Liz Claiborne uit New York. Door deze verkoop behoort Chadha inmiddels tot de dertig rijkste mensen in Nederland. In de Quote 500 van 2019 staat hij op plaats 40 met een vermogen geschat op €950 miljoen. Chadha woont in Amsterdam in het stadsdeel Oud-Zuid. Hij is anno 2024 eigenaar van hotelketen CitizenM en heeft zijn hoofdkantoor in de voormalige zilverfabriek van Voorschoten (KRC Capital).